# Dasythorax glebicolor
Dasythorax glebicolor är en fjärilsart som beskrevs av Nicolas Grigorevich Erschoff 1874. Dasythorax glebicolor ingår i släktet Dasythorax och familjen nattflyn. Inga underarter finns listade i Catalogue of Life.